# Suzuho Oshino
Suzuho Oshino (japanisch 忍野 鈴穂 Oshino Suzuho; * 3. August 1996) ist eine japanische Tennisspielerin.

## Karriere
Yoshimoto spielt vor allem auf Turnieren der ITF Women’s World Tennis Tour, bei denen sie bislang aber noch keinen Titel gewonnen hat.
2016 erhielt sie eine Wildcard für das Hauptfeld der mit 50.000 US-Dollar dotierten Kurume Best Amenity Cup International Women’s Tennis, wo sie mit einem Sieg über Miharu Imanishi die zweite Runde erreichte, dort aber dann gegen Ayaka Okuno mit 4:6 und 4:6 verlor.
2020 erhielt sie ebenfalls eine Wildcard für das Hauptfeld im Dameneinzel der Shimadzu All Japan Indoor Tennis Championships, wo sie aber bereits in der ersten Runde gegen die topgesetzte Wang Xinyu mit 3:6 und 2:6 verlor.
2022 kam sie als Qualifikantin ins Hauptfeld der Shimadzu All Japan Indoor Tennis Championships, wo sie in der ersten Runde mit 2:6, 6:4 und 2:6 gegen Sara Saito verlor. Im Doppel erhielt sie zusammen mit Partnerin Ari Matsumoto eine Wildcard und konnte das Viertelfinale erreichen.
2023 qualifizierte sie sich für das Hauptfeld im Dameneinzel der W40 Nanao, wo sie mit einem 6:3- und 6:3-Sieg über Nana Kawagishi in der ersten Runde ins Achtelfinale einzog, dort aber Tsao Chia-yi mit 1:6, 6:1 und 1:6 unterlag. Im Dezember erhielt sie eine Wildcard für das Hauptfeld das mit 40.000 US-Dollar dotierten Yokohama Keio Challenger Women’s International Tennis Tournament, wo sie in der ersten Runde mit 2:6 und 2:6 gegen Aoi Itō verlor.